# Ikassa
Ikassa est un village du Cameroun situé dans le département du Ndian et la Région du Sud-Ouest. Il fait partie de la commune de Mundemba.

## Histoire
En 1906, sous l'occupation allemande, Ikassa accueille l'une des premières missions catholiques. Avec l'arrivée des troupes britanniques, les missionnaires, quoique non directement menacés, quittent Ikassa en février 1915 et rejoignent leurs compatriotes à Fernando Poo.  (ISBN 9782811110352).